# Mono Puff
Mono Puff è un gruppo nato a New York come progetto collaterale di John Flansburgh, membro fondatore del gruppo They Might Be Giants.

## La storia
Il gruppo è composto da Flansburgh, voce, chitarra, tastiere e autore dei testi, dal bassista Hal Cragin e dal batterista  Steve Calhoon che ha suonato anche con Skeleton Key, Enon e Pretendo.
Altri importanti musicisti hanno affiancato il trio, come Mark Feldman, Yuval Gabay (dei Soul Coughing), Ghost Krabb, Mary Birdsong (con lo pseudonimo "Sugar Puff"), Elina Löwensohn, la moglie di Flansburgh Robin Goldwasser (con lo pseudonimo di "Sister Puff"), Kate Flannery (con lo pseudonimo di "Lady Puff"), Ammonia D, Trini Lopez, Jay Sherman-Godfrey, Jim O'Connor, Phil Hernandez, Frank London, Eric Schermerhorn, e Mike Viola.
La grafica delle copertine degli album del gruppo è realizzata dallo stesso John Flansburgh.
A causa dell'abbandono di alcuni membri fondatori, il gruppo Mono Puff è rimasto inattivo dal 1998. A metà del 2020 è stata annunciata la ricomposizione del gruppo e la pubblicazione di un EP nel 2021, inizialmente distribuito tramite il They Might Be Giants Instant Fan Club.

## Discografia

### EP
- 1993 - Hello the band EP
- 1995 - John Flansburgh's Mono Puff EP
- 1996 - The Devil Went Down To Newport EP
- 1996 - The Hal Cragin Years EP
- 1996 - The Steve Calhoon Years EP

### Album
- 1996 - Unsupervised
- 1998 - It's Fun to Steal